# Catarata Takakkaw
La catarata o cascada Takakkaw (del inglés: 'Takakkaw Falls') es una gran cascada de Canadá, localizada en el Parque nacional Yoho, cerca de Field (apenas 300 habitantes), en la provincia de la  Columbia Británica. Su punto más alto está a 384 m de la base, lo que la convierte en la segunda cascada, medida oficialmente, más alta en el oeste de Canadá, después de la cataratas Della de la isla de Vancouver. Sin embargo, su verdadera «caída libre» es de sólo 254 m.
Takakkaw, traducido libremente del cree, significa algo así como «esto es magnífico». La caída es alimentada por el glaciar Daly, que forma parte del campo de hielo Waputik. El glaciar mantiene el caudal de agua del salto durante los meses de verano, lo que hace de la catarata una atracción turística, sobre todo a finales de primavera, cuando la nieve se derrite y el volumen de agua es máximo.
Para llegar a la catarata desde el Este, hay que seguir la carretera transcanadiense unos 23 km al oeste de lago Louise  hasta Yoho Valley Road. Cuando se accede desde el Oeste, está a 3,7 km al este de Field en la misma autopista transcanadiense, girando a la izquierda en Yoho Valley Road. Se sigue por esta carretera durante 13 km hasta un estacionamiento. Hay una corta caminata por un sendero que permite acceder a la base de la catarata. El camino se abre a finales de junio (generalmente el último fin de semana de junio) y cierra el año por lo general en octubre, después de las primeras fuertes nevadas.

## Trivia
La catarata Takakkaw apareció en la película de 1995, Last of the Dogmen [El último cazador].

## Galería de imágenes

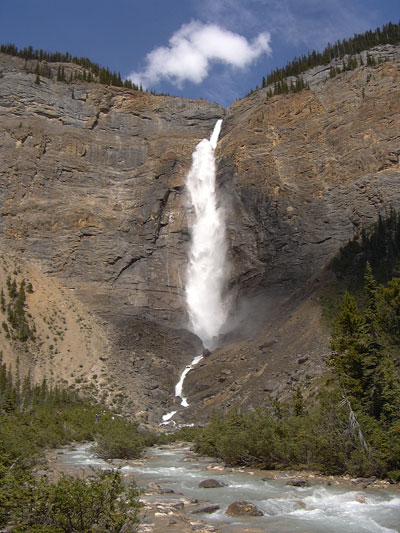
En julio de 2004
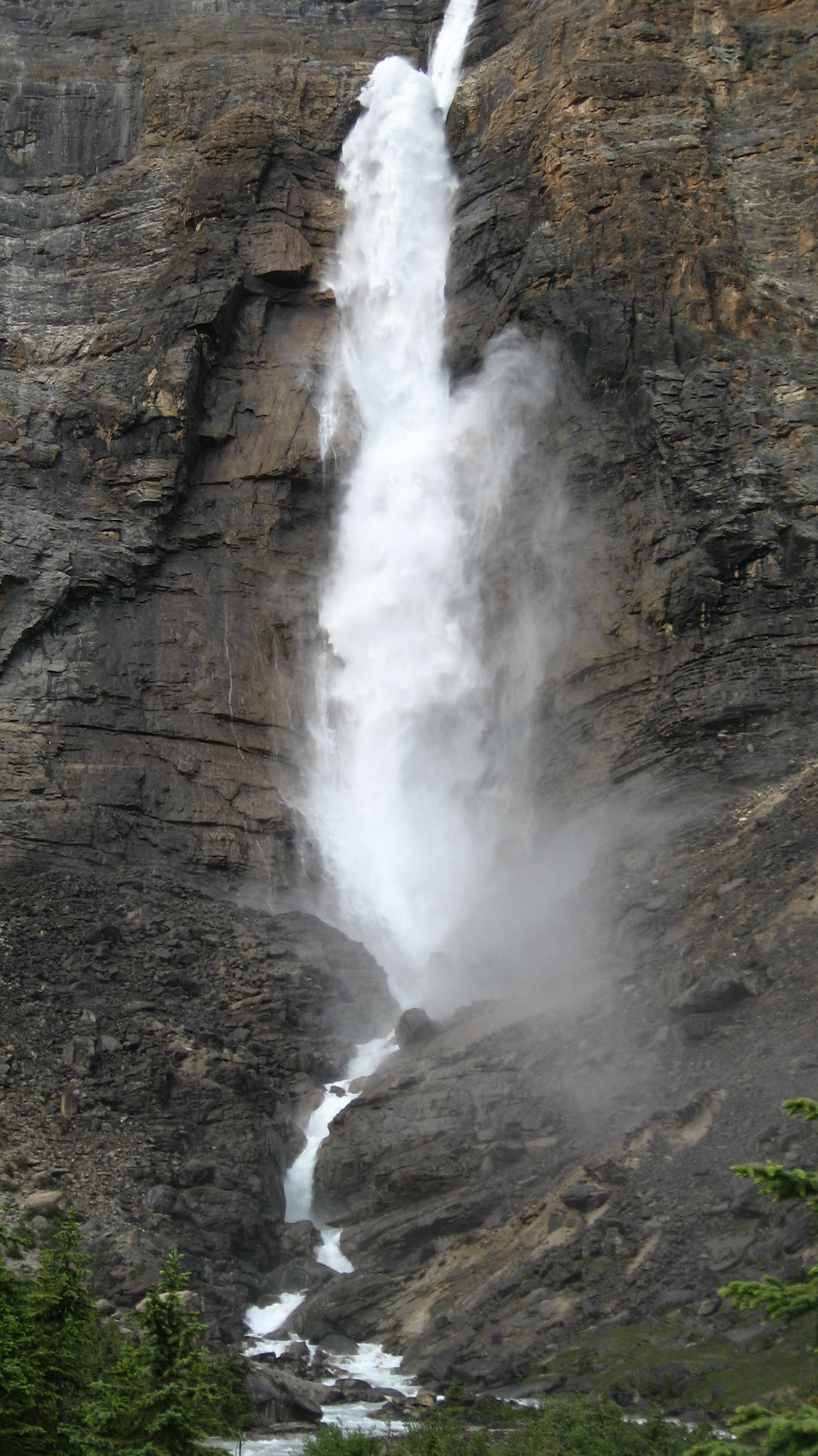
En julio de 2007
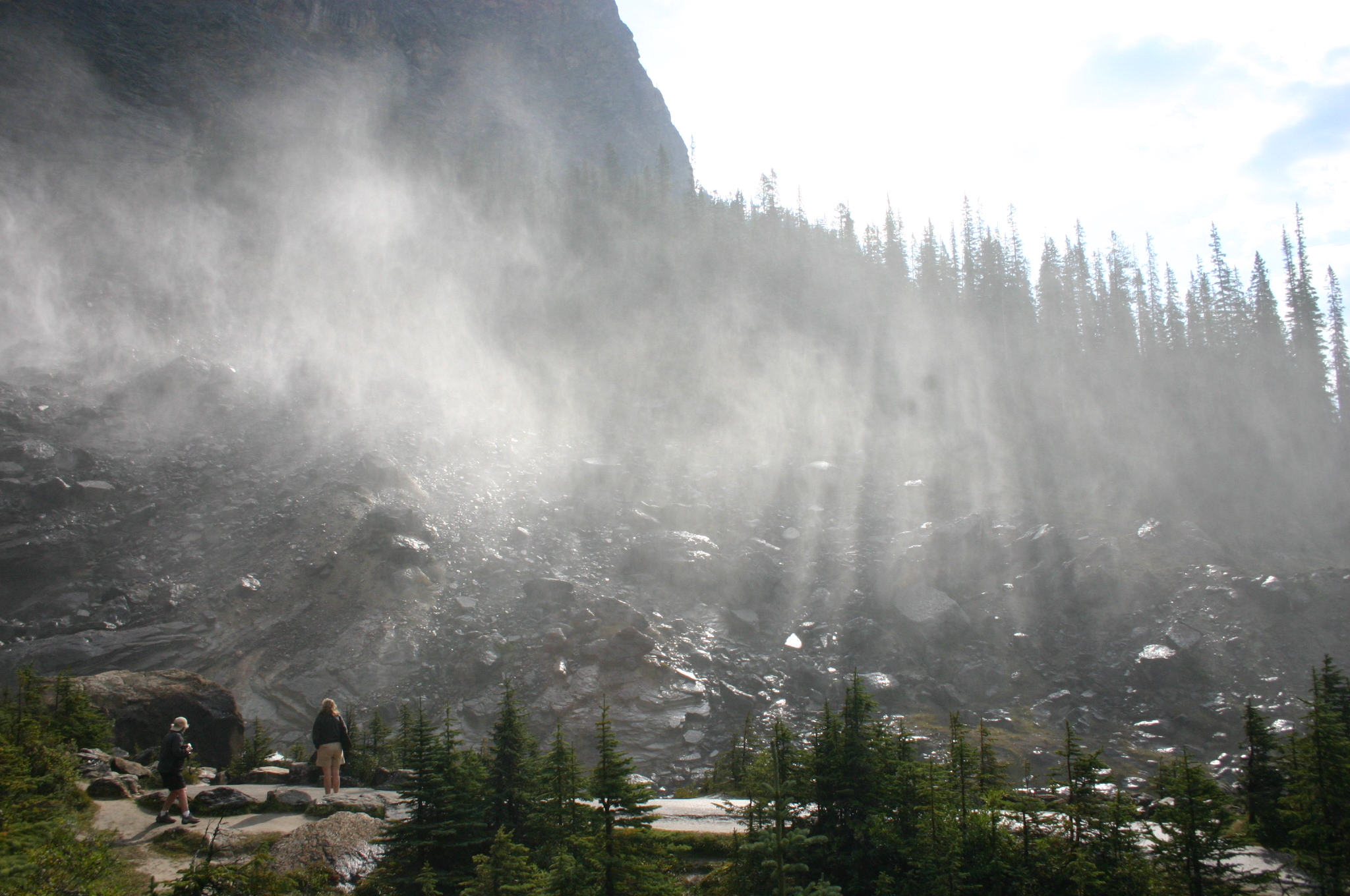
Rayos crepusculares a través de la niebla
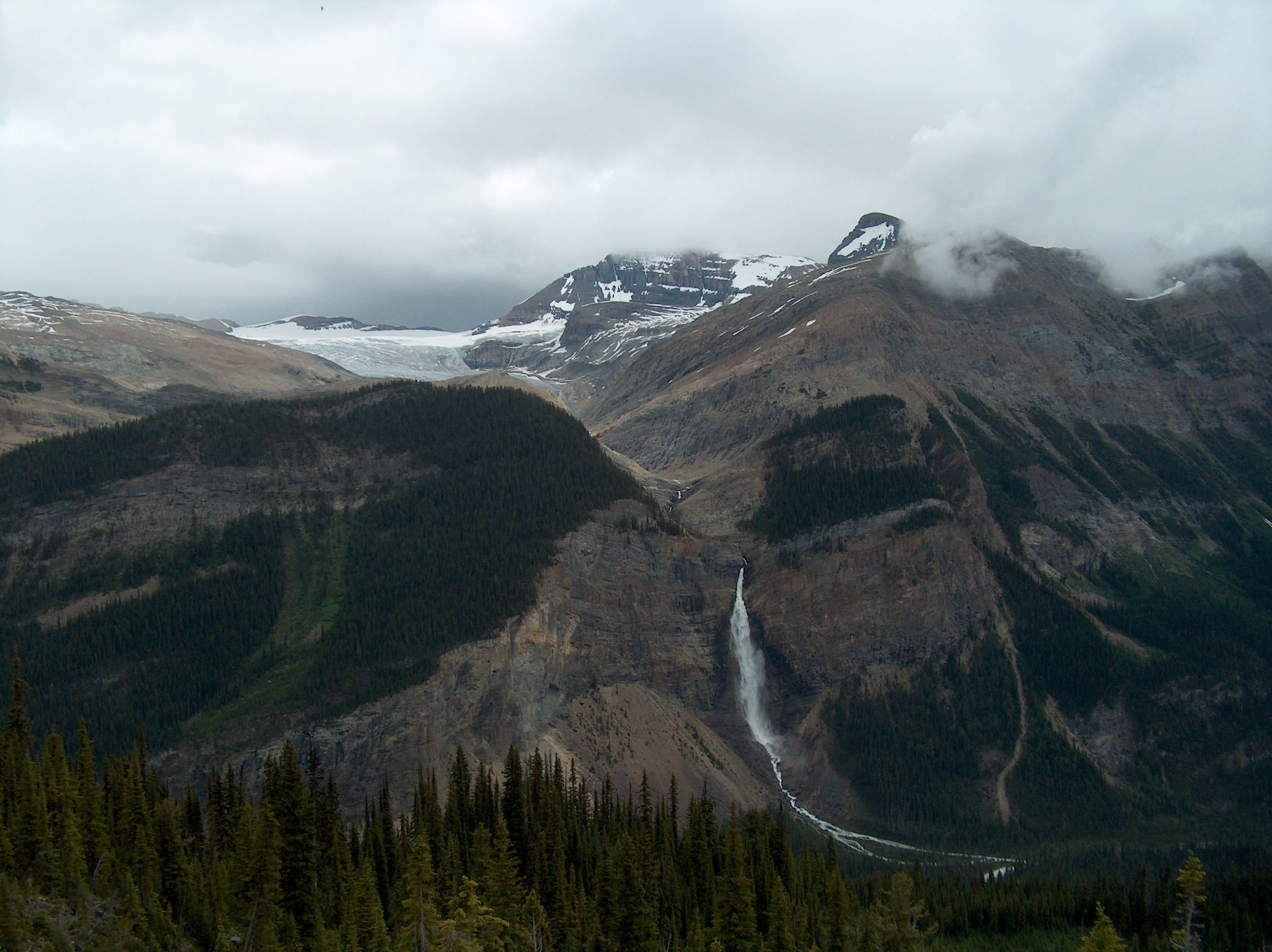
El glaciar Daly y la catarata Takakkaw desde el camino Iceline ( Iceline Trail), 16 de julio 2005